# FC Brunnen
Der FC Brunnen ist ein Fussballverein aus Brunnen SZ (Gemeinde Ingenbohl). Gegründet wurde der Verein 1931. Aktuell (Saison 2022/23) spielt er in der 2. Liga interregional, der fünfthöchsten Spielklasse der Schweiz.

## Geschichte
Gegründet wurde der FC Brunnen am 12. Mai 1931. Eine erste Blütezeit erlebte der Verein in den 1950er-Jahren, als man im Schweizer Cup mehrmals für grosse Überraschungen sorgte: 1957 eliminierte man im Sechzehntelfinal den damaligen NLA-Club FC Winterthur, musste sich dann aber im Achtelfinal dem späteren Cupsieger BSC Young Boys mit 0:8 geschlagen geben. Bereits ein Jahr zuvor erreichte man die Sechzehntelfinals, wo man dem Grasshopper Club Zürich mit 0:3 unterlag.
1967 stieg der FC Brunnen erstmals in die 1. Liga auf, der damals dritthöchsten Spielklasse, musste allerdings bereits im folgenden Jahr wieder den Gang in die 2. Liga antreten. Allerdings stieg man 1973 wieder in die 1. Liga auf und verpasste in der Folgesaison gegen Giubiasco nur um ein Tor den Aufstieg in die damalige Nationalliga B. Am Ende der Saison 1977/78 stieg man wieder in die 2. Liga ab. 1997 folgte gar der Absturz in die 3. Liga, während einer Saison war der FC Brunnen gar mit zwei Teams in der 3. Liga vertreten. Nach mehreren gescheiterten Aufstiegsversuchen schaffte man 2010 mit dem Trainerduo Oliver Camenzind/Vincenzo Lamolina den Sprung in die 2. Liga. Drei Jahre später konnte auch ein Trainerwechsel mit Fidé Fässler den erneuten Abstieg nicht verhindern, doch Fässler schaffte den sofortigen Wiederaufstieg in die 2. Liga und danach sogar den Durchmarsch in die 2. Liga interregional. 2006 schaffte man es im Schweizer Cup als Drittligist bis in die 2. Hauptrunde, wo man dem damaligen Challenge-League-Club FC Wil mit 0:5 unterlag und 2015 scheiterte man in der 1. Hauptrunde mit 0:2 am Titelverteidiger FC Sion.

## Sportanlage
Der Verein trägt seine Heimspiele auf dem Schoeller-Meyer-Fussballplatz an der Gersauerstrasse aus. Das Hauptspielfeld mit Tribüne besitzt ein Fassungsvermögen von 1150 Sitz- und Stehplätze.

## Mannschaften
Nebst dem Fanionteam, das in der 2. Liga interregional spielt, verfügt der Verein noch über je ein Aktivteam in der 4. und in der 5. Liga, dazu noch Senioren- und Veteranenmannschaften und eine Juniorenabteilung.

## Nachbarvereine

### FC Ingenbohl
Aufgrund Unstimmigkeiten kam es bei der Generalversammlung 2007 zur Abspaltung des FC Ingenbohl. Somit verfügt die Gemeinde Ingenbohl über zwei Fussballclubs. Nach diversen juristischen Verfahren, die bis vor das Bundesgericht geführt hatten, wurden Spielfelder und Garderoben auch dem FC Ingenbohl zugänglich gemacht. Seit dem Aufstieg des FC Ingenbohl in die 4. Liga kommt es zwischen diesem und der zweiten Mannschaft des FC Brunnen zu Derbys.

### Weitere Vereine in der Region
Auch mit den beiden Clubs aus der Nachbargemeinde Schwyz, dem FC Ibach und dem SC Schwyz, tragen die Mannschaften des FC Brunnen Derbys aus. Im erweiterten Umkreis folgen noch der FC Muotathal und der SC Goldau.